# كريستوفر باول نيل
كريستوفر باول نيل هو مدرس كندي، ولد في 6 فبراير 1975 في نيو ويستمينيستر في كندا.